# Слабсны
Сла́бсны (бел. Сла́бсны, пол. Słabsny) — деревня в Сморгонском районе Гродненской области Белоруссии.
Входит в состав Коренёвского сельсовета.
Расположена в центральной части района на реке Гервятка. Расстояние до районного центра Сморгонь по автодороге — около 8 км, до центра сельсовета деревни Корени по прямой — чуть более 7,5 км. Ближайшие населённые пункты — Аславеняты, Белковщина, Хвецевичи. Площадь занимаемой территории составляет 0,4020 км², протяжённость границ 7370 м.
Согласно переписи население деревни в 1999 году насчитывало 72 жителя.
До 2008 года Слабсны входили в состав Белковщинского сельсовета.
Через деревню проходят местные автомобильные дороги:
- Н6135 Сморгонь — Ябровичи
- Н6742 Белковщина — Аславеняты — Хвецевичи — Караваи

Через Слабсны проходят регулярные автобусные маршруты:
- Сморгонь — Стрипуны
- Сморгонь — Ябровичи